# Polygone sphérique
Ne doit pas être confondu avec Polyèdre sphérique.
Un polygone sphérique est une figure dessinée sur une sphère, formée par plusieurs points reliés par des arcs de grand cercle.
Comme pour un polygone plan, un polygone comporte un certain nombre de sommets et le même nombre de côtés. On appelle triangle (sphérique), quadrilatère (sphérique), pentagone (sphérique), hexagone (sphérique), etc., un polygone (sphérique) ayant 3 côtés, 4, 5, 6, etc. Un n-gone sphérique a n côtés. Contrairement aux polygones plans, il existe des digones (2 côtés), formés par deux points diamétralement opposés et deux méridiens (en considérant ces deux points comme les deux pôles).

## Aire
L'aire d'un polygone sphérique est donnée par la formule :
{\displaystyle S=[\theta -(n-2)\pi ]\,R^{2}}
où :
θ est la somme des angles du polygone (exprimée en radians),
n le nombre de côtés,
R le rayon de la sphère.